# Henk Lemckert
Johan Willem Hendrik (Henk) Lemckert (Den Haag, 21 augustus 1944) is een in Den Haag wonende ondernemer, publicist en kerkmusicus.

## Biografie
Lemckert werd geboren aan het Abrikozenplein in Den Haag als één na jongste zoon van Johan Willem Hendrik Lemckert (1899-1990) en Janna Zwart (1907-1997). Zijn vader exploiteerde een kruidenierswinkel. Na het behalen van zijn diploma mulo (1961) werkte hij in de winkel van zijn vader. Bij zijn huwelijk in 1968 met Marianne Visser (Den Haag, 30 juni 1948) zetten zij samen dit bedrijf voort. Hun zakelijke activiteiten werden vanaf 1986 tot 1997 voortgezet als Supermarkt Lemckert, onderdeel  uitmakend van Winkelcentrum Ursulaland in de Haagse wijk Mariahoeve. Op 1 april 1997 werd de onderneming aan een nieuwe eigenaar overgedaan. Sedert 1998 houdt  Lemckert zich bezig met diverse bestuurlijke taken, activiteiten op publicitair gebied en projecten op het gebied van (kerk)muziek. 

### Ondernemer
De familie is sinds 1852 actief in de levensmiddelenbranche. De in 1959 geopende zelfbedieningszaak aan het Abrikozenplein groeide onder invloed van de tijdens de jaren 1960 heersende branchevervaging uit tot een levendige buurtsupermarkt. Vanaf 1986 werd het bedrijf op een ruimere locatie voortgezet op Ursulaland in de wijk Mariahoeve waar de omzet zich in een tijd van tien jaar vrijwel verdubbelde. Supermarkt Lemckert fungeerde als proefproject voor een aantal automatiseringsprojecten binnen Codis, een landelijke levensmiddelenorganisatie, en behoorde binnen die organisatie tot de eerste bedrijven die afrekenden met behulp van scanning. In 1994 werd het bedrijf tweede in de landelijke verkiezing voor de beste buurtsupermarkt van het jaar. De ervaring met automatiseren werd door Lemckert aan collega's in het land doorgegeven via publicaties in de vakpers en door zijn docentschap automatisering aan het Centraal Onderwijsinstituut voor de Levensmiddelenhandel in Driebergen. 

### Publicist
Vanaf de vroege jaren 1980 werden een aantal boekjes uitgegeven, voornamelijk handelend over de geschiedenis van een aantal woonwijken in Den Haag West. Zelf schreef Lemckert een aantal titels over dit onderwerp. Als columnist was Lemckert meer dan twintig jaar verbonden aan het levensmiddelenvakblad Distrifood. Ook schreef hij rond het eerste decennium van de 21ste eeuw vanuit zijn rol als kerkmusicus columns voor het blad Kerk in Den Haag. Tussen 1999 en 2003 verzorgde hij een wekelijkse column voor de (toenmalige) Haagsche Courant.

### Kerkmuziek
Lemckert volgde tussen 1960 en 1997 naast zijn werk orgellessen bij Ben Fey, Folkert Grondsma en Toon Hagen en kerkmuzieklessen bij Arie Eikelboom. Tussen 1966 tot en met 1977 was hij opeenvolgend organist van de Vredekerk, de Vredeskapel, de Laakkerk en de Bethelkerk, alle te Den Haag. In 1978 volgde zijn benoeming tot  tweede organist van  de Abdijkerk in Loosduinen welke functie hij vervulde tot 2016. Tussen 2005 en 2015 was hij bovendien verbonden als organist  aan de Dorpskerk in Schipluiden.  
Vanaf 1998 studeerde hij kerkmuziek aan de HKU in Utrecht en beiaard aan de Ned. Beiaardschool  in Amersfoort. Voor beide studierichtingen werd (in 2003 en 2004) het bachelor-diploma behaald. Lemckert beheert de website l Liedboekzettingen.nl waarop vrijwel alle liederen uit het Liedboek 2013 voor organisten bewerkt zijn. 
Op 19 november 2011 werd hij door de Haagse loco-burgemeester Karsten Klein benoemd tot Ridder in de Orde van Oranje-Nassau. Bij zijn vijftigjarig organistenjubileum op 11 juni 2016 ontving hij de Haagse Stadspenning.

### Privé
In het gezin Lemckert kwamen twee kinderen en vijf kleinkinderen. Henk Lemckert is een jongere broer van componist en organist Johann Th. Lemckert.

## Publicaties
- (2000) Leer mij Loosduinen kennen i.s.m. Piet Brak
- (2003) Het Beste Westen. Gedachten over, herinneringen aan en plaatjes van de Vruchtenbuurt tijdens de jaren vijftig
- (2005) De wijk Bohemen. Het verhaal van een Haagse woonwijk achter de duinen, een herinnering aan boerderijen en tuinen en een stukje geschiedenis over de "Geest van Gogh"
- (2005) De Burgemeester is een eikel. Bundeling van eerder in de Haagsche Courant verschenen columns.
- (2006) Orgel en Organisten van Loosduinen i.s.m. Vincent Hildebrandt